# Barry van Galen
Barry van Galen (Haarlem, 4 de abril de 1970) es un exfutbolista neerlandés que jugaba en la demarcación de centrocampista.

## Selección nacional
Jugó un partido con la selección de fútbol de los Países Bajos, el 17 de noviembre de 2004 para la clasificación para la Copa Mundial de Fútbol de 2006 contra Andorra, encuentro que finalizó con un marcador de 0-3 a favor del combinado neerlandés tras los goles de Phillip Cocu, Arjen Robben y Wesley Sneijder.

## Clubes
| Club        | País         | Año         | Partidos | Goles |
| ----------- | ------------ | ----------- | -------- | ----- |
| HFC Haarlem | Países Bajos | 1991 - 1993 | 57       | 26    |
| Roda JC     | Países Bajos | 1993 - 1996 | 77       | 17    |
| NAC Breda   | Países Bajos | 1996 - 1997 | 28       | 3     |
| AZ Alkmaar  | Países Bajos | 1997 - 2006 | 246      | 54    |